# Atherigona tibiseta
Atherigona tibiseta är en tvåvingeart som beskrevs av Malloch 1924. Atherigona tibiseta ingår i släktet Atherigona och familjen husflugor. Inga underarter finns listade i Catalogue of Life.